# ابوالعلاء شیرازی
ابوالعلاء شیرازی یا ابوالعلاء فارسی از پزشکان نام‌آور قرن چهارم هجری و اهل شیراز بود. ابوالعلاء همراه با مجوسی اهوازی و ابن مندویه اصفهانی از شاگردان ابوماهر فارسی بود. او در زمان عضدالدوله امیر آل بویه سپاهیان را معالجه می‌کرد و در یکی از لشکرکشی‌ها که بیماری تب‌نوبه (مالاریا) بیداد می‌کرد بر حسب اتفاق به تأثیر مواد آرسنیکی در درمان تب‌نوبه پی برد و اولین کسی است که در اثر تیزبینی و دقت و تکیه بر عمل متجاوز از هزار سال قبل این دارو را برای درمان مالاریا به کار برده‌است. در کتابخانه مدرسه نواب مشهد کتابی در طب به نام بیان و تبیین نوشتهٔ فردی به نام ابوالعلاء بن زهر که معاصر سلطان الدوله بویهی بود، موجود است که احتمال می‌رود اثر همین دانشمند باشد. او در سال ۳۸۰ هجری قمری درگذشت.